# ミアネヨ 〜ごめんなさい〜
「ミアネヨ〜ごめんなさい〜」（みあねよ ごめんなさい）は、2010年4月7日に発売された前田有紀の10枚目のシングル。

## 収録曲
1. ミアネヨ〜ごめんなさい〜（4分9秒）
作詞：もりちよこ／作曲：ユ・ヘジュン／編曲：馬飼野康二
2. 永縁（4分11秒）
作詞：もりちよこ／作曲：ユ・ヘジュン／編曲：馬飼野康二
3. ミアネヨ〜ごめんなさい〜 (オリジナル・カラオケ)
4. ミアネヨ〜ごめんなさい〜 (半音下げ・カラオケ)
5. 永縁 (オリジナル・カラオケ)